# Болгаро-венгерские войны
Болгаро-венгерские войны — серия конфликтов между Венгерским королевством и
Болгарским царством в IX—XIV веках. Боевые действия шли в северной и западной частях Балканского полуострова, на территориях современных северной Сербии, южной Румынии и северной Болгарии.
После первых стычек в конце IX века венграм пришлось мигрировать на запад. В X веке венгры вытеснили болгар из современной Трансильвании и лишили их власти над восточной частью Среднедунайской низменности. Их грабительские набеги на Болгарию продолжались до конца первой половины столетия, пока не был подписан мир. Обе стороны поддерживали дружеские отношения, пока в 1003 году не разразилась новая война.
После основания в 1185 году Второго Болгарского царства венгры и болгары воевали за контроль над Белградом, Браничевом, Видином и Олтенией.

## Венгерское переселение (война894—896 годов)
В первый раз венгры вторглись в Паннонию в 862 году, придя на помощь союзнику — князю Великой Моравии Ростиславу. Король Восточно-Франкского королевства
Людовик II Немецкий в ответ заключил союз с болгарами, чей князь Борис I направил против Ростислава свою конницу. Так началась конфронтация в придунайском регионе, длившаяся четверть века: венгры и моравы против болгар и восточных франков. Венгерское переселение явилось одним из факторов, сдвинувших баланс сил.
Ещё до переселения, в 881 году, князь Святополк получил помощь от венгров, которые дошли до Вены. Два года спустя Святополк получил чувствительный удар от болгар. В 892 году, когда Святополк отказался платить дань франкам, он мог по-прежнему рассчитывать на своих венгерских союзников, а также на получение удара от болгар.
Ситуация изменилась коренным образом в сентябре 892 года, когда болгарский князь Владимир проинформировал послов
Арнульфа Каринтийского, что франки более не могут полагаться на помощь болгар в Подкарпатье. Делегация франков ещё находилась при болгарском дворе, когда князем стал Симеон I.
В 894 году разразилась война между болгарами и Византией. В ответ посол византийского императора
Льва VI отправился к венграм и щедрыми дарами побудил их напасть на болгар. Византийцы перевезли через Дунай венгерское войство, ведомое Левенте, и венгры ударили по болгарам с тыла, вынудив тех отложить поход на Византию; сам Симеон I был вынужден искать от венгров убежища в крепости Дристр. В том же году венгры пришли в Паннонию, чтобы помочь Святополку против франков, но, узнав о смерти Святополка, отступили. Весной 895 года Арпад положил конец власти болгар на Среднедунайской низменности. Болгары были вынуждены заключить мир с Византией и сосредоточиться на противодействии венграм.
Симеон вступил в союз с печенегами, и они одновременно ударили по венграм. В результате битвы на Южном Буге болгары разбили венгров, и те под ударами печенегов были вынуждены перейти Карпаты и переселиться на Среднедунайскую низменность (в венгерской истории это названо «обретением родины»). Покончив с венграми, Симеон вернулся к войне с византийцами.

## КонфликтыX века
Удары, нанесённые болгарами и печенегами в 895—896 годах, оставили глубокий след. Константин VII Багрянородный в своих записках постоянно повторяет, что венгры боятся печенегов, использовавшихся болгарами для удара по венграм. Когда в начале X века византийский посол предложил венграм атаковать печенегов, те отказались, заявив, что это слишком рискованно. Будучи вытесненными на Среднедунайскую низменность, венгры предпочли оставить земли к востоку от Карпат и устье Дуная печенегам, и сосредоточиться на закреплении за собой новоприобретённой территории. В свою очередь печенеги предпочитали совершать набеги на богатые земли болгар и византийцев, а не на гораздо более бедные земли, которые заняли венгры. Перед лицом растущей мощи болгар бывшие враги — венгры и печенеги — были вынуждены искать дружбы друг с другом.
В 913 году Симеон начал первую из кампаний, благодаря которым он отвоевал у Византии почти весь Балканский полуостров; шесть лет спустя он принял царский титул. Это был не тот человек, который бы отдал без боя венграм соляные шахты и золотые прииски в южной Трансильвании, и потому, пока раны, нанесённые печенегами, ещё кровоточили в венгерской памяти, венгры старались не провоцировать Симеона.
Удобный случай представился после смерти Симеона в 927 году. Сын Симеона — Пётр I — заключил мир с Византией, и занялся подавлением восстаний внутри страны. В 932 году венгры заключили союз с печенегами, и с 934 по 943 годы захватили регион между Мурешем, Тисой и Дунаем. В 948 году император Константин написал, что болгарские города Орсово, Сирмий и Белград находятся вблизи венгерских границ.
В 948 году случился раскол между политическими устремлениями вождя всех венгров и правившего на землях Трансильвании дьюлы. Правитель, очевидно, намеревался воевать на западе, и потому хотел укрепить мир с Византией, чтобы обезопасить свой тыл. Для обновления мирного договора он отправил своего племянника и харка Булчу в Константинополь; миссия была настолько важной, что венгерские послы даже согласились принять крещение. Примерно в 952 году дьюла Зомбор также прибыл в Константинополь, но по собственному желанию, а не как представитель вождя всех венгров. Зомбора интересовали не набеги на запад, а антиболгарские планы византийского двора. Византия никогда не отказывалась от мысли сокрушить болгар и восстановить границы империи по Саве и нижнему Дунаю; дьюла, отнявший у болгар земли севернее Дуная, рассматривал болгар как своих главных врагов. Если правившим венграми потомкам Арпада было достаточно византийского нейтралитета, то дьюлам был нужен союз против болгар.

## Война 1003 года
После падения болгарской столицы, Преслава, в 971 году, Болгарское царство и Византийская империя вступили в длительный период войны. Византийско-болгарский конфликт достиг своего пика в 1003 году, когда в него вмешались венгры. В то время губернатором северо-западных болгарских земель был воевода Ахтум, внук воеводы Глада, который был разбит венграми в 930-х годах. Ахтум командовал сильной армией и успешно защищал северо-западные границы королевства. Он также построил множество церквей и монастырей, распространяя восточное православие и болгарскую культуру в Трансильвании.
Брак между наследным принцем болгар Гавриилом Радомиром и дочерью венгерского короля Гезы ненадолго установил дружеские отношения между двумя самыми сильными государствами Дунайского региона, но после смерти Гезы эти отношения ухудшились. Болгары поддержали Дьюлу в качестве претендента на венгерский трон вместо сына Гезы Иштвана I. В результате брак между Гавриилом Радомиром и венгерской принцессой был расторгнут. Затем венгры атаковали Ахтума, который активно поддерживал Дьюлу. Король Иштван I убедил Ханадина, близкого советника Ахтума, помочь ему в нападении. Когда предательство было раскрыто, Ханадин бежал к венграм. В то же время сильная византийская армия осадила Видин (Будин), резиденцию Ахтума. Для успешной обороны крепости потребовалось множество воинов, в то время как Ахтум был занят войной на севере. Через несколько месяцев он погиб в битве, а его войска были разбиты венграми. В результате войны болгарское влияние на северо-западе от Дуная стало ослабевать.

## Конфликты XII века
Венгерский король Бела III, византийский союзник и правитель Ниша и западных болгарских земель после неудачных болгаро-византийских мирных переговоров в 1195 году, напал на Болгарию в расчете захватить Западную Мёзию. О ходе войны мало что известно. Известно лишь, что болгарская армия полностью разбила венгерские войска во время первых боев, контратаковала и освободила от венгерского господства Ниш и все Поморавлье, в том числе крепости Вране, Равань, Лесковац и другие.
Болгары достигли Приштины, а затем атаковали и захватили Белград, Браничево и Срем, полностью разгромив венгров. Это положило конец войне.
В результате войны царь Асень I освободил и присоединил к Болгарии крупные территории — западная болгарская граница теперь проходила недалеко от Приштины, по реке Ибар, верховьям сербской реки Моравы, а оттуда через Срем и Белград, которые вновь попали под власть болгар.

## Конфликты XIII века
В 1202 году венгерский король Имре напал на Болгарию и захватил Белград, Браничево и Ниш, передав последний своему сербскому союзнику Вукану Неманичу. Царь Калоян отразил нападение в 1203 году и изгнал венгров. Он вернул к власти Стефана Неманича, сербского господаря, что усилило болгарские позиции в регионе.
В 1227—1232 годах венгры пытались добиться союза с половцами (куманами), используя договор Ивана Асеня II с Византией, чтобы использовать их в новом конфликте с болгарами. В 1232 году венгры заняли Западную Валахию — Олтению и образовали из этого болгарского региона провинцию Северный Банат, а король Бела IV стал именоваться «Королем Венгрии, Болгарии и Кумании».